# Campionat del Món d'atletisme de 1983 - 4x100 metres relleus masculins
Els 4x100 metres relleus masculins al Campionat del Món d'atletisme de 1983 van tenir lloc a l'estadi Olímpic de Hèlsinki els dies 9 i 10 d'agost.
24 equips van participar en la prova. L'equip estatunidenc, format per Emmit King, Willie Gault, Calvin Smith i Carl Lewis, va guanyar la medalla d'or i va establir un nou rècord mundial.
Va ser la segona medalla per a King, després de la medalla de bronze que havia guanyat a la prova dels 100 metres; la segona per a Gault, després de la medalla de bronze als 110 metres tanques; la tercera de Smith, després de la d'or als 200 metres i la d'argent als 100 metres; i la tercera de Lewis, després de les medalles d'or als 100 metres i al salt de llargada.

## Medallistes
| Gold                                                                 | Silver                                                                          | Bronze                                                                                             |
| Estats Units · Emmit King · Willie Gault · Calvin Smith · Carl Lewis | Itàlia · Stefano Tilli · Carlo Simionato · Pierfrancesco Pavoni · Pietro Mennea | Unió Soviètica · Andrey Prokofyev · Nikolay Sidorov · Vladimir Pavlovich Muravyov · Viktor Bryzhin |

## Rècords
| Rècords abans del Campionat del Món d'atletisme de 1983     | Rècords abans del Campionat del Món d'atletisme de 1983 | Rècords abans del Campionat del Món d'atletisme de 1983 | Rècords abans del Campionat del Món d'atletisme de 1983 | Rècords abans del Campionat del Món d'atletisme de 1983 |
| ----------------------------------------------------------- | ------------------------------------------------------- | ------------------------------------------------------- | ------------------------------------------------------- | ------------------------------------------------------- |
| Rècord del Món                                              | United States (USA)                                     | 38.03                                                   | 3 de setembre de 1977                                   | Düsseldorf, Alemanya Occidental                         |
| Rècord del Campionat                                        | Nova prova                                              | Nova prova                                              | Nova prova                                              | Nova prova                                              |
| Rècords establerts al Campionat del Món d'atletisme de 1983 |                                                         |                                                         |                                                         |                                                         |
| Rècord del Món                                              | United States (USA)                                     | 37.86                                                   | 10 d'agost de 1983                                      | Hèlsinki, Finlàndia                                     |
| Rècord del Campionat                                        | United States (USA)                                     | 37.86                                                   | 10 d'agost de 1983                                      | Hèlsinki, Finlàndia                                     |

## Resultats

### Final
La final va tenir lloc el 10 d'agost. Va ser la primera cursa de la història dels 4x100 metres relleus en baixar dels 38 segons.
| Pos.              | Equip          | Atletes                                                                        | Temps | Notes |
| ----------------- | -------------- | ------------------------------------------------------------------------------ | ----- | ----- |
| Medalla d'or      | Estats Units   | Emmit King, Willie Gault, Calvin Smith, Carl Lewis                             | 37.86 | WR    |
| Medalla de plata  | Itàlia         | Stefano Tilli, Carlo Simionato, Pierfrancesco Pavoni, Pietro Mennea            | 38.37 | NR    |
| Medalla de bronze | Unió Soviètica | Andrey Prokofyev, Nikolay Sidorov, Vladimir Pavlovich Muravyov, Viktor Bryzhin | 38.41 |       |
| 4                 | RDA            | Andreas Knebel, Thomas Schroder, Jens Hubler, Frank Emmelmann                  | 38.51 |       |
| 5                 | RFA            | Werner Bastians, Christian Haas, Jurgen Evers, Andreas Rizzi                   | 38.56 |       |
| 6                 | Polònia        | Krzysztof Zwolinski, Zenon Licznerski, Czeslaw Pradzynski, Marian Woronin      | 38.72 |       |
| 7                 | Jamaica        | George Walcott, Raymond Stewart, Leroy Reid, Colin Bradford                    | 38.75 |       |
| 8                 | França         | Thierry Francois, Marc Gasparoni, Antoine Richard, Jean-Jacques Boussemart     | 38.98 |       |

AR Rècord del continent | CR Rècord del campionat | NR Rècord nacional | OR Rècord olímpic | PB/PR Millor marca personal/Rècord personal 
 SB Millor marca personal de la temporada | WL Millor marca mundial de l'any | WR Rècord del món

### Semifinals
Les semifinals van tenir lloc el 10 d'agost. Els quatre primers equips de cada semifinal avançaven a la final.
Semifinal 1
| Pos. | Equip          | Atletes                                                                        | Temps |
| ---- | -------------- | ------------------------------------------------------------------------------ | ----- |
| 1    | Unió Soviètica | Andrey Prokofyev, Nikolay Sidorov, Vladimir Pavlovich Muravyov, Viktor Bryzhin | 38.62 |
| 2    | Itàlia         | Stefano Tilli, Carlo Simionato, Pierfrancesco Pavoni, Pietro Mennea            | 38.74 |
| 3    | Polònia        | Krzysztof Zwolinski, Zenon Licznerski, Czeslaw Pradzynski, Marian Woronin      | 39.01 |
| 4    | França         | Thierry Francois, Marc Gasparoni, Antoine Richard, Jean-Jacques Boussemart     | 39.14 |
| 5    | Nigèria        | Innocent Egbunike, Ikpoto Eseme, Samson Oyeledun, Chidi Imoh                   | 39.44 |
| 6    | Grècia         | Angelos Angelidis, Theodoros Gatzios, Nikos Hadjinicolaou, Kosmas Stratos      | 39.71 |
| 7    | Finlàndia      | Jouko Lehtinen, Jouko Hassi, Jukka Sihvonen, Kimmo Saaristo                    | 40.02 |
|      | Hongria        | Ferenc Kiss, Istvan Nagy, Laszlo Babaly, Istvan Tatar                          | DNF   |

Semifinal 2
| Pos. | Equip        | Atletes                                                                | Temps |
| ---- | ------------ | ---------------------------------------------------------------------- | ----- |
| 1    | Estats Units | Emmit King, Willie Gault, Calvin Smith, Carl Lewis                     | 38.50 |
| 2    | RDA          | Andreas Knebel, Thomas Schroder, Jens Hubler, Frank Emmelmann          | 38.95 |
| 3    | RFA          | Werner Bastians, Christian Haas, Jurgen Evers, Andreas Rizzi           | 39.13 |
| 4    | Jamaica      | George Walcott, Raymond Stewart, Leroy Reid, Colin Bradford            | 39.18 |
| 5    | Regne Unit   | Ainsley Bennett, Donovan Reid, Mike McFarlane, Drew McMaster           | 39.39 |
| 6    | Bulgària     | Krasimir Sarbakov, Yordan Vandov, Bogomil Karadimov, Valentin Atanasov | 39.59 |
| 7    | Bahames      | Fabian Whymns, Austin Albury, Joey Wells, David Charlton               | 40.52 |
|      | Austràlia    | Paul Narracott, Gerrard Keating, Bruce Frayne, Gary Minihan            | DNF   |

### Sèries classificatòries
Les sèries van tenir lloc el 9 d'agost. Els quatre primers equips de cada sèrie i els quatre millors temps avançaven a les semifinals.
Sèrie 1
| Pos. | Equip      | Atletes                                                                | Temps |
| ---- | ---------- | ---------------------------------------------------------------------- | ----- |
| 1    | RDA        | Andreas Knebel, Thomas Schroder, Jens Hubler, Frank Emmelmann          | 39.22 |
| 2    | Bulgària   | Krasimir Sarbakov, Yordan Vandov, Bogomil Karadimov, Valentin Atanasov | 39.55 |
| 3    | Regne Unit | Ainsley Bennett, Donovan Reid, Mike McFarlane, Drew McMaster           | 39.56 |
| 4    | Nigèria    | Innocent Egbunike, Ikpoto Eseme, Samson Oyeledun, Chidi Imoh           | 39.62 |
| 5    | Finlàndia  | Jouko Lehtinen, Jouko Hassi, Jukka Sihvonen, Kimmo Saaristo            | 39.65 |
| 6    | Bahames    | Fabian Whymns, Austin Albury, Joey Wells, David Charlton               | 39.91 |
| 7    | Ghana      | Ernest Obeng, Sam Aidoo, Edward Pappoe, Awudu Nuhu                     | 41.92 |
|      | Cuba       |                                                                        | DNS   |

Sèrie 2
| Pos. | Equip           | Atletes                                                             | Temps |
| ---- | --------------- | ------------------------------------------------------------------- | ----- |
| 1    | Estats Units    | Emmit King, Willie Gault, Calvin Smith, Carl Lewis                  | 38.75 |
| 2    | Itàlia          | Stefano Tilli, Carlo Simionato, Pierfrancesco Pavoni, Pietro Mennea | 39.40 |
| 3    | Hongria         | Ferenc Kiss, Istvan Nagy, Laszlo Babaly, Istvan Tatar               | 39.58 |
| 4    | Austràlia       | Paul Narracott, Gerrard Keating, Bruce Frayne, Gary Minihan         | 40.02 |
| 5    | Costa d'Ivori   | Otokpa Kouadio, Avognan Nogboum, Degnan Kablan, Tiacoh Georges      | 40.70 |
|      | Canadà          | Ben Johnson, Atlee Mahorn, Desai Williams, Tony Sharpe              | DQ    |
|      | Kenya           | Alfred Nyambane, Peter Wekesa, John Anzrah, Moja Shivanda           | DQ    |
|      | R.P. de la Xina | Shaoming Wang, Baodang He, Jianming Cai, Guoqiang Yan               | DQ    |

Sèrie 3
| Pos. | Equip          | Atletes                                                                        | Temps |
| ---- | -------------- | ------------------------------------------------------------------------------ | ----- |
| 1    | Unió Soviètica | Andrey Prokofyev, Nikolay Sidorov, Vladimir Pavlovich Muravyov, Viktor Bryzhin | 38.77 |
| 2    | França         | Thierry Francois, Marc Gasparoni, Antoine Richard, Jean-Jacques Boussemart     | 39.17 |
| 3    | RFA            | Werner Bastians, Christian Haas, Jurgen Evers, Andreas Rizzi                   | 39.35 |
| 4    | Polònia        | Krzysztof Zwolinski, Zenon Licznerski, Czeslaw Pradzynski, Marian Woronin      | 39.41 |
| 5    | Jamaica        | George Walcott, Raymond Stewart, Leroy Reid, Colin Bradford                    | 39.49 |
| 6    | Grècia         | Angelos Angelidis, Theodoros Gatzios, Nikos Hadjinicolaou, Kosmas Stratos      | 39.85 |
| 7    | Tailàndia      | Somsak Boontad, Suchart Chairsuvaparb, Prasit Boomprasert, Sumet Promna        | 40.17 |
| 8    | Xina Taipei    | Jing-Yee Wu, Kuo-Sheng Lee, Chian-Shin Hwang, Sheng-Tai Hwang                  | 40.49 |